# Metropolitano de Montevidéu
O Metropolitano de Montevidéu será um sistema de transporte metropolitano projetado para cidade de Montevidéu, no Uruguai. Será o primeiro Metropolitano no país. O Metrô contará com quatro linhas, sendo uma de superfície e 3 subterrâneas. Será investido no sistema em torno de 900 milhões de dólares por iniciativa privada. O comprimento do sistema será de 45 km.

## História
Considerada por muitos como uma das maiores obras que poderiam realizar-se na próxima década no país, o transporte subterrâneo vai tomando forma e o projeto já parece estar maduro.
A proposta foi apresentada no mês de novembro de 1997, no Palácio Municipal, na Reunião Internacional de Inteligência em Transporte Urbano. O simpósio serviu de espaldo a este grupo de trabalho, conhecido como Fundação Metro.
Com investimento previsto de 900 milhões de dólares, e para ser realizado em um período de cinco anos desde o inicio das obras, esta proposta é o fruto da iniciativa de um grupo de profissionais estrangeiros e uruguaios.
Representantes da diretória da empresa do Metro do Continente, Espanha e França avaliaram com sua presença no trabalho desta organização. Com a presença do arquiteto Carlos Ott no desenho do projeto, isso fez agregar um fator de prestigio e solidez para a iniciativa. O Intendente Mariano Arana deu o primeiro sinal público de apoio para a iniciativa do Metro de Montevidéu.
A obra se colocará em andamento uma vez que a Fundação Metro culmine os estudos de viabilidade econômica e impacto ambiental que já está desenvolvimento.
O projeto é muito interessante, que outros projetos possíveis se alegam muito do esquema que Metrô de Montevidéu já tem em vista.
O metrô, segundo a proposta principal, teria quatro linhas, identificadas pelas cores vermelho, azul, amarelo e verde. A extensão total do percurso seria de 45 quilômetros, e teria a capacidade de transportar 45.000 passageiros por hora no momento máximo de demanda em trens de seis vagões de extensão. Prevê uma disposição de 100 metros de plataforma em cada estação.
O Sistema Metropolitano será capaz de economizar 215 horas anualmente para a maioria dos montevideanos que utilizam o transporte público, o projeto poderia dar solução ao atual, o sistema de transporte na capital e seus arredores.